# West Brownsville, Pennsylvania
West Brownsville là một thị trấn thuộc quận Washington, tiểu bang Pennsylvania, Hoa Kỳ. Năm 2010, dân số của thị trấn này là 992 người.